# Eubrachium adaustum
Eubrachium adaustum är en skalbaggsart som beskrevs av Henri de Peyerimhoff 1949. Eubrachium adaustum ingår i släktet Eubrachium och familjen stumpbaggar. Inga underarter finns listade i Catalogue of Life.